# وولف کالر
وولف کالر (انگلیسی: Wolf Kahler؛ زادهٔ ۳ آوریل ۱۹۴۰) یک هنرپیشه اهل آلمان است. وی از سال ۱۹۷۵ میلادی تاکنون مشغول فعالیت بوده‌است.
از فیلم‌ها یا برنامه‌های تلویزیونی که وی در آن نقش داشته‌است می‌توان به مهاجمان صندوق گمشده، شرلوک هلمز: بازی سایه‌ها، پسران برزیل، برجک دفاعی، به پیش یا بمیر، در امتداد درخشش، نیروی ۱۰ از ناوارون و نورآتش اشاره کرد.